# Catoptropteryx
Catoptropteryx is een geslacht van rechtvleugeligen uit de familie sabelsprinkhanen (Tettigoniidae). De wetenschappelijke naam van dit geslacht is voor het eerst geldig gepubliceerd in 1890 door Karsch.

## Soorten
Het geslacht Catoptropteryx omvat de volgende soorten:
- Catoptropteryx afra Karsch, 1889
- Catoptropteryx ambigua Huxley, 1970
- Catoptropteryx apicalis Bolívar, 1893
- Catoptropteryx aurita Huxley, 1970
- Catoptropteryx capreola Karsch, 1896
- Catoptropteryx extensipes Karsch, 1896
- Catoptropteryx guttatipes Karsch, 1890
- Catoptropteryx naevia Huxley, 1970
- Catoptropteryx nanus Huxley, 1970
- Catoptropteryx neutralipennis Karsch, 1896
- Catoptropteryx nigrospinosa Brunner von Wattenwyl, 1891
- Catoptropteryx occidentalis Huxley, 1970
- Catoptropteryx punctulata Karsch, 1890
- Catoptropteryx ramulosa Huxley, 1970
- Catoptropteryx serrifera Huxley, 1970